# Liste der Monuments historiques in Senones
Die Liste der Monuments historiques in Senones führt die Monuments historiques in der französischen Gemeinde Senones auf.

## Liste der Immobilien
| Bezeichnung                  | Beschreibung | Standort                                       | Kennzeichnung | Schutzstatus           | Datum                | Bild           |
| ---------------------------- | --- | ---------------------------------------------- | ------------- | ---------------------- | -------------------- | -------------- |
| Wohnhaus                     | 1910 erbaut | 6 place Dom-Calmet (Lage)                      | PA00107299    | Inscrit                | 1975                 |                |
| Hôtel de Bilistein           | erstes Schloss der Fürsten von Salm, ab 1754; 1994 ausgebrannt | Place Clémenceau, place Charles-Thumann (Lage) | PA00107296    | Classé                 | 1997                 | weitere Bilder |
| Château des Princes de Salm  | zweites Schloss der Fürsten von Salm, zwischen 1773 und 1778 erbaut | 6 place Charles-Thumann (Lage)                 | PA00107340    | Classé                 | 1994                 | weitere Bilder |
| Abtei Senones                | Kloster 661 gegründet, 1793 aufgelöst; Gebäudebestand vor allem aus dem 17. und 18. Jahrhundert, die 1809 abgebrannte Kirche St-Gondelbert zwischen 1866 und 1869 von Prosper Morey rekonstruiert | Place Dom-Calmet (Lage)                        | PA00107295    | Inscrit Classé Inscrit | 1983 2005 2012/05/15 | weitere Bilder |
| Hôtel Messier                | 1754 erbaut | 5 place Clémenceau (Lage)                      | PA00107297    | Inscrit                | 1982                 | weitere Bilder |
| Hôtel du Prince Charles      | heute Bibliothek; 1754 erbaut; einschließlich der Treppe zum Park | 6 place Clémenceau (Lage)                      | PA00107298    | Classé Inscrit         | 1982                 | weitere Bilder |
| Pranger der Fürsten von Salm | um 1751 errichtet | 3 place Clémenceau (Lage)                      | PA00107300    | Inscrit                | 1982                 |                |
| Jardins du Prince Charles    | Parkanlage, im dritten Viertel des 18. Jahrhunderts angelegt | Avenue de Princesse Charlotte de Salm (Lage)   | 6.983753      | Inscrit                | 1991                 |                |

## Liste der Objekte
| Bezeichnung                                           | Beschreibung                                                                                   | Standort                                                  | Kennzeichnung | Schutzstatus | Datum | Bild |
| ----------------------------------------------------- | ---------------------------------------------------------------------------------------------- | --------------------------------------------------------- | ------------- | ------------ | ----- | ---- |
| Gemälde Blick über das Schlachtfeld von Ban-de-Sapt   | Aquarellfarbe auf Papier, 1915                                                                 | im Hôtel de Ville (Lage)                                  | PM88002035    | Inscrit      | 2019  |      |
| Kruzifix                                              | Holz, farbig gefasst, 18. Jahrhundert                                                          | in der Kirche St-Gondelbert (Lage)                        | PM88001784    | Inscrit      | 1981  |      |
| Fenster                                               | Anfang des 20. Jahrhunderts von Jacques Grüber angefertigt; 1982 verkauft, danach verschwunden | im Haus 6 place Dom-Calmet (Lage)                         | PM88000907    | Classé       | 1982  |      |
| Grabdenkmal für Dom Calmet                            | Marmor, 1873                                                                                   | in der Kirche St-Gondelbert (Lage)                        | PM88000904    | Classé       | 1982  |      |
| Gemälde Ovales Porträt von Dom Calmet                 | Ölfarbe auf Leinwand, um 1800                                                                  | im Hôtel de Ville (Lage)                                  | PM88001794    | Inscrit      | 2000  |      |
| Gemälde Porträt von Dom Gallet                        | Aquarellfarbe auf Papier, 18. Jahrhundert                                                      | im Hôtel de Ville (Lage)                                  | PM88001795    | Inscrit      | 2000  |      |
| Zeichnung Ludwig von Salm-Salm und seine Schwestern   | Kreide auf Papier, 1763                                                                        | im Hôtel de Ville (Lage)                                  | PM88001796    | Inscrit      | 2000  |      |
| Gemälde Betende                                       | Ölfarbe auf Leinwand, vergoldeter Holzrahmen, 18. Jahrhundert                                  | im Pfarrhaus (Lage)                                       | PM88001785    | Inscrit      | 2005  |      |
| Gemälde Heiliger Apostel (1)                          | Ölfarbe auf Leinwand, zweite Hälfte des 18. Jahrhunderts                                       | im Pfarrhaus (Lage)                                       | PM88001787    | Inscrit      | 2005  |      |
| Gemälde Heiliger Apostel (2)                          | Ölfarbe auf Leinwand, zweite Hälfte des 18. Jahrhunderts                                       | im Pfarrhaus (Lage)                                       | PM88001788    | Inscrit      | 2005  |      |
| Gemälde Heiliger Apostel (3)                          | Ölfarbe auf Leinwand, zweite Hälfte des 18. Jahrhunderts                                       | im Pfarrhaus (Lage)                                       | PM88001789    | Inscrit      | 2005  |      |
| Gemälde Ludwig Otto zu Salm                           | Ölfarbe auf Leinwand, 18. Jahrhundert; im Museum                                               | im Hôtel de Ville (Lage)                                  | PM88000910    | Classé       | 1969  |      |
| Gemälde Ludwig zu Salm-Salm                           | Ölfarbe auf Leinwand, 18. Jahrhundert; im Museum                                               | im Hôtel de Ville (Lage)                                  | PM88000911    | Classé       | 1969  |      |
| Kelch von Dom Lombard (1)                             | Glas, zweite Hälfte des 18. Jahrhunderts                                                       | im Pfarrhaus (Lage)                                       | PM88001791    | Inscrit      | 2005  |      |
| Kelch von Dom Lombard (2)                             | Glas, zweite Hälfte des 18. Jahrhunderts                                                       | im Pfarrhaus (Lage)                                       | PM88001792    | Inscrit      | 2005  |      |
| Gemälde Porträt von Dom Calmet                        | Ölfarbe auf Leinwand, 18. Jahrhundert                                                          | im Hôtel de Ville (Lage)                                  | PM88001797    | Inscrit      | 2000  |      |
| Grundstein für den Neubau der Abtei Senones           | Marmor, Bronze, 1708                                                                           | im Hôtel de Ville (Lage)                                  | PM88001798    | Inscrit      | 2006  |      |
| Gemälde Reiterporträt von Papst Clemens XIV.          | Ölfarbe auf Leinwand, vergoldeter Holzrahmen, 1770                                             | im Hôtel de Ville (Lage)                                  | PM88001185    | Classé       | 2008  |      |
| Skulptur einer Heiligen                               | Stein, erste Hälfte des 16. Jahrhunderts                                                       | in der Kirche St-Gondelbert (Lage)                        | PM88000901    | Classé       | 1961  |      |
| Gemälde Porträt von Konstantin Alexander zu Salm-Salm | Ölfarbe auf Leinwand, 1775 von Carlo Labruzzi                                                  | im Hôtel de Ville (Lage)                                  | PM88001793    | Inscrit      | 2005  |      |
| Ziborium von Dom Lombard                              | Glas, zweite Hälfte des 18. Jahrhunderts                                                       | im Pfarrhaus (Lage)                                       | PM88001790    | Inscrit      | 2005  |      |
| Epitaph für Dom Calmet                                | Stein, 18. Jahrhundert                                                                         | in der Kirche St-Gondelbert (Lage)                        | PM88000902    | Classé       | 1982  |      |
| Zenotaph                                              | Marmor, 19. Jahrhundert                                                                        | in der Kirche St-Gondelbert (Lage)                        | PM88000903    | Classé       | 1982  |      |
| Grab der Fürsten von Salm-Salm                        | Marmor, 1808                                                                                   | in der Kirche St-Gondelbert (Lage)                        | PM88000905    | Classé       | 1982  |      |
| Gemälde Porträt von Dom Augustin Fangé                | Ölfarbe auf Leinwand, 18. Jahrhundert; im Museum ausgestellt                                   | im Hôtel de Ville (Lage)                                  | PM88000908    | Classé       | 1969  |      |
| Gemälde Eine Fürstin von Salm beim Gitarrenspiel      | Ölfarbe auf Leinwand, 18. Jahrhundert                                                          | im Hôtel de Ville (Lage)                                  | PM88000909    | Classé       | 1969  |      |
| Skulptur Madonna                                      | Holz, versilbert, vor 1792                                                                     | in der Kirche St-Gondelbert; im Museum ausgestellt (Lage) | PM88000912    | Classé       | 1969  |      |
| Gemälde Kreuzigung                                    | Ölfarbe auf Leinwand, 18. Jahrhundert                                                          | im Pfarrhaus (Lage)                                       | PM88001786    | Inscrit      | 2005  |      |